# Doromelo
Doromelo is een bestuurslaag in het regentschap Dompu van de provincie West-Nusa Tenggara, Indonesië. Doromelo telt 3107 inwoners (volkstelling 2010).